# David combattant
 (février 2021).
La mise en forme du texte ne suit pas les recommandations de Wikipédia : il faut le « wikifier ».
Les points d'amélioration suivants sont les cas les plus fréquents. Le détail des points à revoir est peut-être précisé sur la page de discussion.
- Les titres sont pré-formatés par le logiciel. Ils ne sont ni en capitales, ni en gras.
- Le texte ne doit pas être écrit en capitales (les noms de famille non plus), ni en gras, ni en italique, ni en « petit »…
- Le gras n'est utilisé que pour surligner le titre de l'article dans l'introduction, une seule fois.
- L'italique est rarement utilisé : mots en langue étrangère, titres d'œuvres, noms de bateaux, etc.
- Les citations ne sont pas en italique mais en corps de texte normal. Elles sont entourées par des guillemets français : « et ».
- Les listes à puces sont à éviter, des paragraphes rédigés étant largement préférés. Les tableaux sont à réserver à la présentation de données structurées (résultats, etc.).
- Les appels de note de bas de page (petits chiffres en exposant, introduits par l'outil «  Source ») sont à placer entre la fin de phrase et le point final[comme ça].
- Les liens internes (vers d'autres articles de Wikipédia) sont à choisir avec parcimonie. Créez des liens vers des articles approfondissant le sujet. Les termes génériques sans rapport avec le sujet sont à éviter, ainsi que les répétitions de liens vers un même terme.
- Les liens externes sont à placer uniquement dans une section « Liens externes », à la fin de l'article. Ces liens sont à choisir avec parcimonie suivant les règles définies. Si un lien sert de source à l'article, son insertion dans le texte est à faire par les notes de bas de page.
- La présentation des références doit suivre les conventions bibliographiques. Il est recommandé d'utiliser les modèles {{Ouvrage}}, {{Chapitre}}, {{Article}}, {{Lien web}} et/ou {{Bibliographie}}. Le mode d'édition visuel peut mettre en forme automatiquement les références.
- Insérer une infobox (cadre d'informations à droite) n'est pas obligatoire pour parachever la mise en page.

Pour une aide détaillée, merci de consulter Aide:Wikification.
Si vous pensez que ces points ont été résolus, vous pouvez retirer ce bandeau et améliorer la mise en forme d'un autre article.
David combattant est le premier volet des Tragédies saintes de Louis Des Masures. David y est encore berger. La pièce sera suivie de David triomphant et de David fugitif. Elles sont publiées d’abord à Genève chez François Perrin en 1563 dans une édition aujourd’hui perdue, puis en 1566 chez le même imprimeur. David combattant a été très probablement composée en même temps que les deux autres tragédies, soit en 1562 à Metz afin d’être représentée devant les habitants. Ces Tragedies sainctes sont accompagnées de cantiques mis en musique par le compositeur protestant Claude Goudimel.
La trilogie met en scène l’ascension de David avant qu’il devienne roi d’Israël relatée dans la Bible. David combattant relate le combat victorieux de David, jeune berger de Bethléem, contre Goliath, guerrier des Philistins. Ce combat permet ainsi la victoire de Saül, roi d’Israël, sur les Philistins du roi Achis. En tant que réformé, Des Masures tient à respecter le texte biblique. En effet ce combat est issu du premier livre de Samuel dans l’Ancien Testament (1 Sm 17) de la Bible. David triomphant poursuit le récit avec l’accueil de David à la cour du roi Saül, aussitôt suivi de sa disgrâce et de sa fuite (1 Sm 18, 1-11 et 20). Enfin, David fugitif s’attache à la persécution de David par Saül, puis à sa grâce après que David lui a prouvé sa bonne foi (1 Sm 26).

## Personnages

### David

Statue de David par Michel-Ange (1501-1504)

David est un personnage emblématique de la Bible. Il est présenté comme un personnage historique, datable dans l’histoire où son règne interviendrait entre 1004 et 965 avant J.C. Les deux livres de Samuel contiennent la plupart des informations sur les règnes de Saül, premier des Israélites, et de David. David est né à Bethléem, comme plus tard Jésus. Il est considéré comme la préfiguration du Christ et donc du salut. David est un instrument divin, il est l'Élu de Dieu. Il incarne une piété vertueuse : Satan tente de l'induire en erreur afin que l’Éternel soit incapable de « reparer l’estat du genre humain<» (v.858) mais c'est en vain tant la piété de David est forte, pure et véritable. 

### Isaï
Isaï est le père de David, il est un personnage important car il rappelle la bonté et la piété de son fils David. Il est celui qui envoie David à la vallée du Chêne pour apporter de la nourriture à ses autres fils au combat, il est donc un moteur de l’action. Il permet de réactiver l’espace de Bethléem et l’enjeu familial.

### Saül
Saül est le roi d’Israël, premier élu de Dieu pour gouverner les Israélites - mais il ne lui obéit pas. Il est donc puni de Dieu, en proie à des crises de fureur et de folie (cet épisode est représenté par La Taille dans Saül le furieux). Il ne possède pas la piété pure et véritable de David, et son absence de foi et d'espérance le conduit à une grande inquiétude qui peut avoir des répercussions sur le moral des troupes.

### Abner
Abner est le chef des armées, il est un homme d’honneur et il incarne les valeurs morales comme le prouvent les conseils qu’il donne à David avant de combattre Goliath.

### Jonathan
Jonathan est le fils de Saül, il est un homme qui croit en l’aide de Dieu, il ne se laisse pas décourager. Il se propose pour combattre Goliath mais ce n’est pas la foi qui semble guider essentiellement son courage mais l’honneur. 

### Éliab, Abinadab et Samma
Éliab, Abinadab et Samma sont les frères de David et les fils d’Isaï. Ils sont au service de l’armée d’Israël. Contrairement à David, leur courage reste vain et temporaire, car il n’est pas guidé par la foi : d'ailleurs, ils accusent à tort l'orgueil de leur frère.

### Troupe et demi-troupe de soldats d’Israël; troupe et demi-troupe de soldats Philistins
La troupe désigne un personnage collectif qui ne doit pas être confondu avec un chœur de la tragédie antique. La troupe représente des soldats. La présence d'une demi-troupe permet des dialogues entre eux.

### Goliath

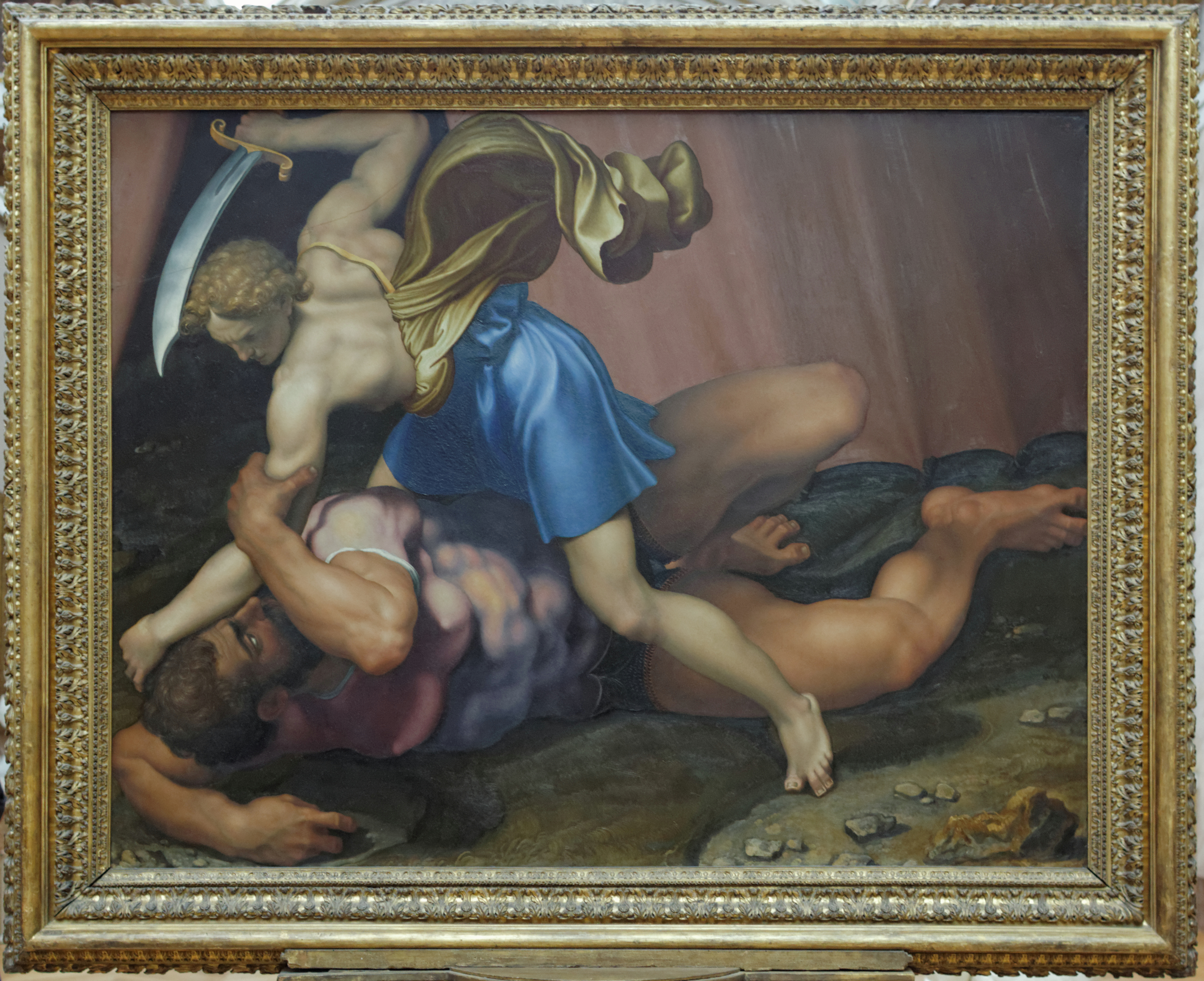
David et Goliath par Daniele da Volterra (1555)

Goliath est un géant philistin mesurant « plus de cinq coudes» (v. 738) qui déteste Israël et qui ne croit pas en Dieu. C’est un personnage de la Bible qui incarne l’orgueil, la cruauté et l’impiété. Il dispose de deux armes : une lance et un glaive. Il porte une tunique d’écailles, munie de manches, d’un gorgerin et d’une coiffe. Des Masures emprunte à Du Bellay dans sa Monomachie de David et Goliath (1560) une précision sur le bouclier : il porte le portrait de Nemrod (v. 322), symbole d’orgueil. Ce détail, absent de la Bible, permet d’accentuer l’opposition entre David et Goliath, donc la condamnation morale de ce dernier.

### L'Écuyer de Goliath
L'Écuyer de Goliath vient renforcer l'aspect guerrier de Goliath, il a pour fonction de renforcer son orgueil en louant sa cruauté et sa force physique.

### Satan
Satan est un démon présent dans la Bible, il est le tentateur de Jacob. Il joue le même rôle auprès de David dans la tragédie. Il essaie de le pousser au péché et de le détourner de sa foi, tandis qu’il fait persévérer Goliath dans le mal en encourageant sa fureur. Il n’a pas une présence réelle sur scène, il rentre dans la pensée des personnages. Donc on peut donc imaginer qu’il se tient à distance d’eux.

### Le marchand munitionnaire d’Israël
Le marchand munitionnaire intervient uniquement pour réceptionner les vivres que David apporte à ses frères. Il constate la bonté de cœur et la piété de David.

### Le Héraut du Roi Saül
Le héraut est un personnage fictif, il ne figure pas dans la Bible mais il est un personnage d’utilité dramaturgique. Il sert d’intermédiaire entre les deux camps, permet la transition de lieu et fixe le combat final. Il permet également de rappeler l’enjeu politique de la pièce.

### Prologue
Le Prologue, qui est aussi sûrement l'Épilogue, est un personnage à part entière qui ouvre et clôt la pièce. Il est un personnage d’utilité dramaturgique également. Il a une fonction didactique.

## Résumé
La pièce se compose de neuf épisodes qu’on identifie par des pauses. Elle s'ouvre sur une épître et un avis au lecteur. Elle est encadrée par un prologue et un épilogue.

### L'épître
Cette épître liminaire porte sur les trois Tragedies sainctes publiées ensemble en 1563. Elle s’adresse à Philippe Le Brun, un cousin de la première épouse de Des Masures, Diane Baudoire, morte en 1554. Philippe Le Brun a quitté la Lorraine pour la Gascogne et le Quercy afin de se mettre au service des Eglises réformées en danger. Des Masures l’identifie comme un pasteur qui semble avoir pris les armes. L’épître ouvre David combattant et fournit des informations sur les liens entre l'œuvre et la vie de l’auteur. Il fait notamment allusion aux persécutions de janvier 1562 à Saint-Nicolas-le-Port, qui ont conduit Des Masures et sa famille à fuir pour se réfugier à Metz. De plus, il établit des liens entre les personnages bibliques et des figures historiques. Il fait notamment référence au personnage biblique de Doeg qui pourrait cacher Jean de Savigny, qui a mis en œuvre les poursuites contre les réformés. Saül, quant à lui, dissimulerait Charles Lorraine, qui a ordonné ces poursuites. Il identifierait également les huguenots du Quercy au peuple d’Israël et les ennemis catholiques aux Philistins. Les Tragedies sainctes illustreraient la faveur que Dieu porte aux réformés. Des Masures expose également son projet littéraire en dénonçant la poétique antiquisante. Il explique avoir supprimé les références à la fable antique qui sont fausses dans son épître liminaire (v. 170-174) :
J’ay cependant rendue entierement exempte
Des mensonges forgez, et des termes nouveaux
Des delicates gens, voulans qu’on s’estudie

De rendre au naturel l’antique Tragedie.
Ainsi, il s’en prend aux dramaturges qui amplifient l’histoire sacrée « De mots, d’inventions, de fables mensongeres » (v. 177). Il veut transmettre l’histoire sacrée sans invention. Il assigne à son œuvre deux buts, dire la vérité authentifiée par l’autorité biblique et instruire (v. 119-124) : 
Aussi l’ai-je voulu ici représenter
Pour servir à instruire, et non pour plaisanter,
Ni de Dieu le mystère et la sainte Parole
Détourner, par abus, à chose vaine et fole,
Comme pour quelquefois les yeux rendre contens

Sont les publiques jeux produits à passetemps.

### Au lecteur
L’avis au lecteur veut rappeler que le monde passe, qu’il n’est qu'un « songe court » (v.12). Il a pour objectif de dire au lecteur comment lire cette tragédie. La tragédie n’a pas pour objectif de plaire mais d’ancrer la puissance divine dans le cœur du lecteur. De « cest exemple sainct » (v. 9) en ressort une leçon qui sera rappelée dans l’épilogue : celle de la fragilité humaine.

### Prologue
Le Prologue a une fonction didactique (comme l'Épilogue). Cette fonction est issue du théâtre latin, particulièrement de la comédie : comme le rappelle Julien Goeury « il vise à offrir une réflexion sur la poétique de la pièce, à en détailler l’argument et à en présenter les personnages ». Le prologue définit les personnages afin que le spectateur les reconnaisse : « Mais afin (bonnes gens) que le cognoissiez mieux » (v. 38) . Il annonce la victoire de « l’humble et mesprisé » (v. 25) sur « l'orgueil et l'orgueilleux <» (v. 24) : ainsi il se distingue du prologue de la tragédie antique, qui annonce la mort. Enfin, il rappelle la prédestination de David et les conditions de son élection divine dans un monologue lyrique, notamment l'onction.

### Premier épisode (v. 57-284)
Le premier épisode a lieu dans l’espace scénique représentant Bethléem où se trouvent David et son père Isaï. Les premiers vers prononcés par David dans un monologue mettent l’accent sur sa foi véritable en Dieu : contrairement à la tragédie antique, il annonce une promesse de vie et non de mort. David rappelle qu’il est berger et élu de Dieu. Mais ce monologue est aussi marqué par la pensée réformée du dramaturge. En effet, David dit ne pas avoir mérité la grâce divine : l’idée que l’homme ne peut mériter la grâce divine est propre à la théologie réformée. Puis à ce monologue s’ensuit un autre monologue de son père Isaï. Ce dernier rappelle le contexte, l’organisation familiale et les enjeux familiaux et politiques. Isaï vit dans une petite maison avec ses huit enfants, il mène une vie de labeur. Une partie des enfants reste à la maison pour travailler, tandis que l’autre sert l’armée des Israélites contre les Philistins. Isaï n’a de nouvelles de ses trois fils partis à la guerre que par ouï-dire, ce qui lui cause de l’inquiétude. Il présente David comme un fils humble, aimable et bon berger, mais surtout pieux (v.150-160). A la suite de ces deux monologues, les deux personnages se rencontrent et dialoguent, puis chantent, en louant Dieu dans un cantique. Le premier cantique est d’inspiration biblique< (1 Sm 29, 10-13). Satan fait son apparition dans premier monologue en se présentant comme un ennemi éternel symbolisant la fausseté et l’athéisme. Il induit en erreur en détournant de la foi. Il rappelle une de ses victimes, Saül, et annonce sa potentielle nouvelle victime, David. Ainsi il se range du côté de Goliath. 

### Deuxième épisode (v. 285-484)
Le deuxième épisode se passe dans la vallée du Chêne. Goliath sort du camp des Philistins pour provoquer dans la campagne basse les Israélites et leur proposer d’élire un guerrier pour l’affronter en duel au lieu d’une bataille. Goliath se présente comme un impie, un guerrier féroce et orgueilleux. L’armée d'Israël est représentée à travers deux personnages (la troupe et la demi-troupe d’Israël) appartenant à un même ensemble afin de créer des dialogues. À la suite des menaces de Goliath, les soldats expriment leur peur et leur inquiétude dans un cantique de détresse. Séparés de la troupe, Saül, son fils Jonathan et Abner, tiennent un conseil de guerre. Saül perd courage et se désespère. Jonathan suggère d’être choisi comme guerrier, montrant ainsi son courage, mais le déséquilibre des forces entre Goliath et lui ne le permet pas. Jonathan reste confiant et attend un signe de Dieu pour les aider. 

### Troisième épisode (v. 485-696)
Le troisième épisode se déroule sur deux aires de jeu : celle de Bethléem et celle de la vallée du Chêne, et plus particulièrement dans le camp des Israélites. L’épisode s’ouvre sur les tentatives de Satan d’influencer David. Ce dernier ressort triomphant, puisqu'il continue de s’adresser à Dieu, montrant ainsi la force de sa foi. La victoire sur Satan est célébrée dans un cantique de David. Puis le premier changement de lieu s’opère, l’action se déplaçant vers le camp des Israélites. Les trois frères de David discutent, ils sont vivants mais affamés. Ils déplorent leur situation et l’absence d’aide de leur père. Ils s’inquiètent de l’absence d’issue heureuse, et se préparent à affronter l’armée des Philistins. Le dialogue est ensuite interrompu par la troupe d’Israël, qui poursuit sa conversation. Les trois frères se joignent à la troupe, qui part rencontrer Saül, Jonathan et Abner. Ce dernier tente de motiver la troupe.

### Quatrième épisode (v. 697-868)
Le quatrième épisode active le camp des Philistins dans la vallée du Chêne et Bethléem. Goliath est revenu au camp après ses menaces. Goliath, la troupe et la demie troupe de soldats Philistins et l’écuyer de Goliath expriment leur orgueil et leur sentiment d’invincibilité. Puis ils descendent en campagne basse pour se mettre en bataille. Le lieu change, l’action se déroule à Bethléem auprès de David et Isaï qui monologuent. David réaffirme sa foi en ne laissant pas Satan l’influencer. Puis, Isaï demande à David de partir pour la vallée du Chêne afin d’apporter de la nourriture à ses frères. L’épisode se clôt sur un monologue de Satan qui veut exciter la fureur de Goliath.

### Cinquième épisode (v.869-1008)
Le cinquième épisode n’active qu’un seul lieu, celui de la vallée du Chêne, en dissociant le camp des Israélites et des Philistins. Abner constate que l’armée de Philistins avance, mais les Israélites sont dans l’impossibilité d’envoyer un combattant affronter Goliath, et refusent d’engager le combat dans la campagne basse. Toutefois, craignant qu'elles ne restent enfermées dans leurs remparts, Abner décide de faire sortir les troupes, prêtes à soutenir une petite bataille. Saül, Abner et Jonathan tiennent alors un nouveau conseil de guerre pour établir une stratégie. La troupe se sépare en deux : d’un côté les frères de David et Jonathan, de l’autre Saül, Abner et le gros des soldats. Chaque groupe entame successivement un dialogue pour se donner du courage et se motiver avant le combat. Puis l’action se déplace vers le camp des Philistins, où Goliath est animé d’une fureur - moins le furor tragique qu'un sentiment suscité par Satan. Les Philistins sont assoiffés de sang. Des Masures insiste sur l’athéisme de Goliath, absent de la Bible, afin d’en faire un antihéros : à l'opposé de David, qui est du côté de Dieu, Goliath est du côté de Satan. 

### Sixième épisode (v. 1009-1444)
Le sixième épisode se déroule sur tous les espaces de l’aire de jeu : la vallée du Chêne, Bethléem, et le lieu intermédiaire (la route empruntée par David pour rejoindre la vallée du Chêne). Cet épisode est le plus long et fait intervenir tous les personnages. Il fait monter la tension dramatique, l’imminence d’une catastrophe qui n’aura pas lieu. L’épisode s’ouvre sur ce lieu intermédiaire où David réaffirme sa foi en ressortant une nouvelle fois vainqueur d’une confrontation avec Satan. Il célèbre cette victoire par un nouveau cantique de consolation dans la détresse. Puis l’action se déplace, de Bethléem avec Isaï vers le camp des Israélites avec Saül, Jonathan et les frères de David, toujours dans cette scénographie de montage alterné. Les troupes israélites sont de nouveau frappées de terreur malgré leurs encouragements précédents, qui restent vains en l’absence de foi. David arrive à la vallée du Chêne auprès du marchand munitionnaire afin de livrer de la nourriture pour ses frères. Des Masures recourt à un enchaînement différé car les frères de David discutent alors qu’ils n’ont pas encore aperçu ce dernier. David les rejoint enfin au camp en les informant des vivres qu’il leur a laissés. Goliath menace encore les Israélites, accompagné par Satan qui l’encourage. David entend Goliath pour la première fois et s’indigne fortement de ses blasphèmes envers Dieu. David est accusé d’être glorieux et orgueilleux par ses frères : or il ne s’affirme pas en héros courageux, mais en croyant très pieux. Ainsi, il se propose auprès de Saül et Abner pour affronter Goliath en duel tout en réaffirmant son credo. Comme dans la Bible, David dit avoir déjà eu Dieu avec lui quand il dû affronter un lion et un ours pour protéger ses brebis (Sm 1, 17, 34). On le prépare au combat : il refuse l’armure trop lourde, armé uniquement de sa fronde (Sm 1 17, 38-39). Le héraut est alors envoyé pour prévenir les Philistins. Satan entame alors un nouveau monologue, ce qui facilite le changement de lieu.

### Septième épisode (v. 1445-1508)
Le septième épisode se déroule à la vallée du Chêne, le héraut se rend auprès des Philistins afin de les prévenir qu'un guerrier affrontera bien Goliath. L’épisode court se termine sur un monologue du héraut sur son trajet retour : il réaffirme l’horreur et la peur que provoque Goliath.

### Huitième épisode (v. 1509-1578)
Le septième épisode est le retour du héraut au camp des Israélites. David reçoit d’Abner des conseils pour vaincre Goliath en lui rappelant sa faiblesse : son orgueil. Des Masures s’oppose à Flavius Josèphe, qui faisait de la maladresse le principal défaut de Goliath : il réaffirme ainsi la portée édifiante de son oeuvre.

### Neuvième épisode (v. 1579-1808)

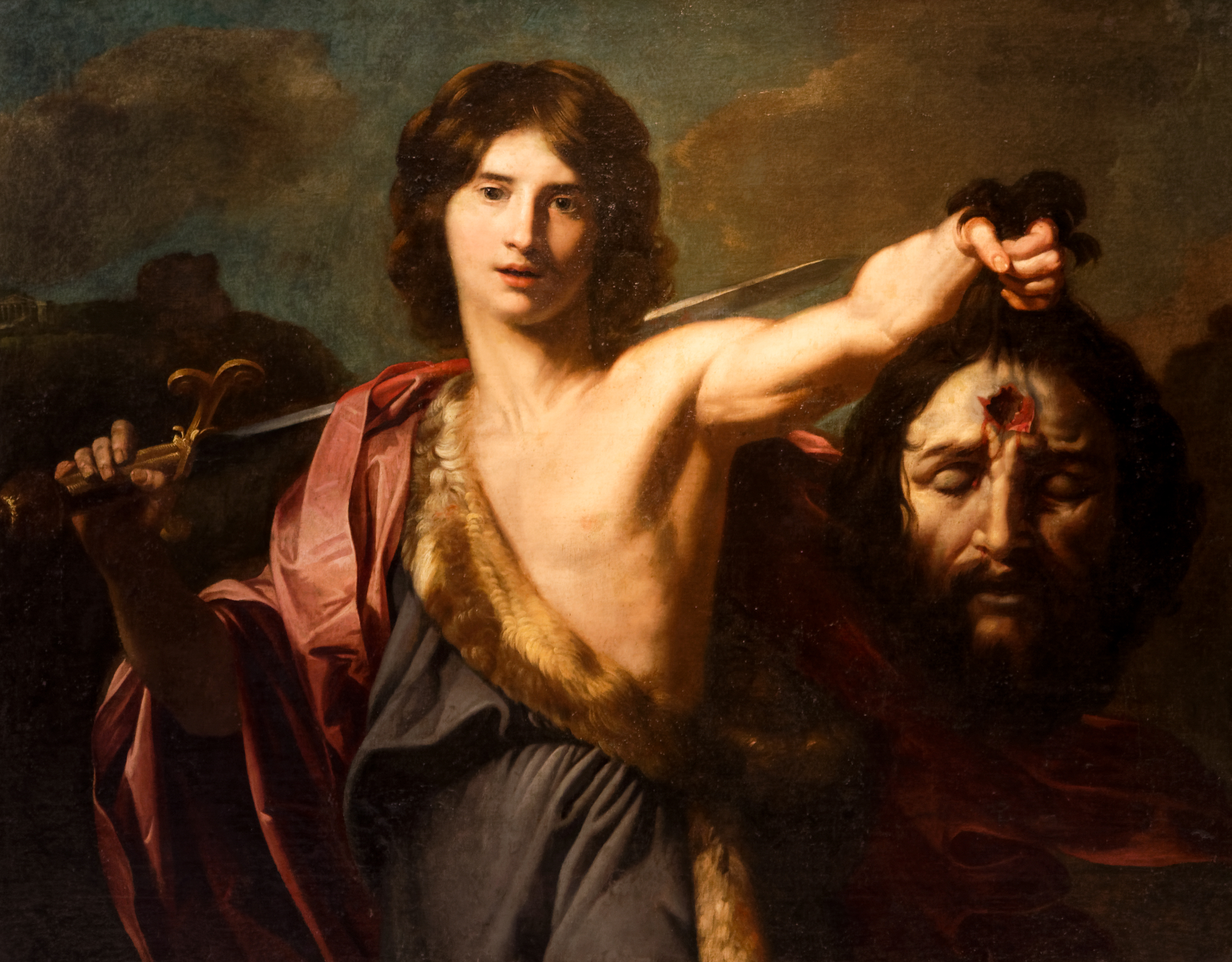
David tenant la tête de Goliath, peinture de Nicolas Régnier (1640)

Le neuvième épisode est celui du combat final. Il se déroule donc uniquement dans la vallée du Chêne : dans la campagne basse, où aura lieu le duel, et au camp des Israélites, où s’achève la pièce. Goliath et David monologuent. Goliath réaffirme son ethos de guerrier terrifiant, cruel et invincible, tandis que David ressent la force que Dieu lui apporte. Ils se rencontrent enfin, Goliath se moque de David qui ne ressemble en rien à un guerrier. Le combat commence, David tourne autour de Goliath de façon agile pour l’aveugler face au soleil. Il tire avec sa fronde, Goliath est à terre, il blasphème puis il est décapité par David. David tient la tête coupée et rappelle que la victoire est celle de Dieu à qui il s’adresse comme le montre l’anaphore « à toy » (v. 1699-1714). S’ensuit un cantique final de louange à Dieu mené par la troupe d’Israël. La pièce se termine au camp des Israélites où David rappelle que la victoire est à Dieu et non à lui. Saül tient à remercier David en lui donnant sa fille en mariage et Jonathan lui promet fidélité et alliance. Les personnages se retirent pour laisser place à l'Épilogue, qui vient donner un sens moral à la pièce. Il invite les spectateurs à retenir et méditer ce qu’ils ont appris de cette pièce. Il sert aussi de transition avant David triomphant.

## Publication
L'autorisation d'imprimer les Tragedies sainctes fut donnée à Des Masures par le Conseil de Genève en 1563. On ne trouve cependant pas de trace d'édition avant celle de François Perrin à Genève en 1566. François Perrin est un Lorrain réformé qui appartient au même milieu que Des Masures. D'autres éditions suivront régulièrement, à Genève par G. Cartier en 1583 et à Anvers par N. Soolmans en 1587. Genève est la principale ville de refuge pour les protestants français, et un des principaux lieux de publication de ces derniers. Anvers, capitale flamande, est un lieu de coexistence entre catholiques et réformés à cette époque : ainsi, Nicolas Soolmans publie à la fois des poètes catholiques et des dramaturges réformés comme Théodore de Bèze. Ces éditions genevoises et anversoises présentent les cantiques à quatre voix séparées dans le corps même du texte théâtral. Puis plus de vingt ans après la première publication s’ensuit une réédition à Paris par N. M. Pâtisson en 1587 et puis une dernière en 1595.  L’édition parisienne, quant à elle, supprime deux parties importantes : l’épître à Philippe le Brun et les musiques. Le marquage religieux et musical de l'œuvre est effacé. Ces dernières rééditions parisiennes suppriment également les v. 517 à 520, où la sympathie de l'auteur pour la Réforme se manifeste très clairement. Dans ces vers, Satan tente de détourner David de sa foi en lui posant la question du mérite ; David répond simplement : « Mon bien ne peut, Seigneur, ta saincte grace », c’est-à-dire « le bien que je fais ne peut mériter ta sainte grâce ». En effet, dans la religion réformée calviniste, il n’y a point de mérite, c’est-à-dire que le croyant n’obtient pas de Dieu le salut pour avoir bien agi : le salut ne dépend pas des actes de l’homme mais de la grâce, de l’amour inconditionnel que Dieu lui accorde ou non. L’existence de quatre éditions, dont une dernière trente ans après l’édition originale, indique qu'il existait un public pour des tragédies bibliques telles que celles de Des Masures.

## Contexte
L’oeuvre de Des Masures s’inscrit dans une époque de grandes tensions : sur le plan politique, entre le royaume de France et les duchés de Lorraine (Des Masures va se rapprocher de ces derniers) ; sur le plan religieux, entre les catholiques et les réformés (dont Des Masures fait partie) ; sur le plan esthétique, entre poétique réformée (dont Des Masures relève) et poétique humaniste antiquisante (qu'il délaisse). David combattant marque un tournant dans la carrière de l'auteur, puisqu'il prend partie pour la Réforme et s’oppose au schéma de la tragédie antique. Toutefois, Des Masures continue de s’inspirer des lectures humanistes et antiques qui ont nourri le début de sa carrière.

### Politique et religieux
David combattant s’inscrit dans la littérature réformée de la seconde moitié du XVIe siècle, celui des guerres de Religion. Des Masures entre vers 1533 au service du cardinal Jean de Lorraine. Il fréquente ainsi rapidement de nombreux hommes de lettres et des humanistes de la cour du roi François Ier. Il s’engage également dans les guerres menées contre l’empereur du Saint-Empire romain germanique en tant que capitaine de cavalerie. Il tombe en disgrâce en 1547, sous le règne de Henri II, pour des raisons encore mal élucidées. Alors qu’il accompagne le cardinal Du Bellay à Rome, il est envoyé à Genève en mission par Jean de Lorraine, et bénéficie alors d’un enseignement protestant intense autour de Théodore de Bèze et Jean Calvin. Après la mort de Jean de Lorraine en 1550, il entre au service de la duchesse douairière Christine de Danemark, régente de Lorraine. Il s’installe à Saint-Nicolas-de-Port où il est officier de la cour ducale. Il fait librement état de sa conversion à ce moment-là. Puis en janvier 1562, Des Masures quitte Saint-Nicolas-de-Port pour se réfugier à Metz, à la suite d’une violente campagne de répression contre les protestants menée par le duc de Lorraine. Cet événement le décide à sauter le pas et à consacrer sa plume définitivement au service de la Réforme. Dès 1563, il manifeste son engagement dans ses Tragedies sainctes. A Metz, Des Masures devient pasteur de la Réforme et poète militant. Ainsi, l'œuvre de Des Masures est largement empreinte de sa croyance réformée, dans une France déchirée par les dissensions religieuses entre catholiques et protestants. Son exil est consolé par la lecture de la Bible et par l’écriture subséquente de ses tragédies. Les épreuves endurées par David sont à l'image de celles qu'endurent Des Masures lui-même, mais aussi les spectateurs et les lecteurs de ces Tragedies. La victoire de David sur Goliath sera aussi celle des protestants sur leurs adversaires orgueilleux.

### Littéraire
Avec David combattant, Des Masures propose une série de trois tragédies bibliques retraçant trois journées importantes de la vie de David. Durant la Renaissance, la série autour d’un héros unique est un mode de composition fréquent. On suit le héros durant différentes circonstances de sa vie.  Des Masures cherche non pas à divertir mais à instruire les spectateurs et lecteurs. Ces tragédies huguenotes sont une formation religieuse et morale visant à mettre en garde le spectateur. Dans David combattant, il représente le combat entre le Diable (représenté par Satan et Goliath) et Dieu (incarné par David). Ce combat s’inscrit dans l’actualité du XVIe siècle avec les dissensions religieuses. La tragédie met en scène la confrontation des deux camps : d’un côté la force et l’orgueil, de l’autre la faiblesse physique et l’humilité. Toutefois ces derniers possèdent la force de la foi véritable. Ainsi, la tragédie biblique veut montrer que la foi est une force et qu’aucune force ne peut écraser la foi.
La carrière littéraire de Louis Des Masures est partagée entre la Pléiade et la Réforme. Des Masures est d’abord initié à la tradition antique avec l’Enéide de Virgile en effectuant de nombreuses traductions, puis il se rapproche de La Pléiade auprès de Ronsard et de Du Bellay, avant de se tourner vers le théâtre biblique et la poésie réformée militante. Au début de sa carrière, il est poète de la cour, puis il met sa plume au service de la Réforme. Des Masures abandonne alors la division en actes au profit d’un usage médiéval de divisions inégales en épisodes séparés par des « pauses ». Cet usage est polémique : il cherche à assumer son rejet du modèle de la tragédie humaniste à l’antique, divisée en actes et comportant des chœurs, comme Cléopâtre captive de Jodelle (1552).

## Genre
La tragédie du XVIe siècle n’est pas un genre homogène : elle peut être biblique, historique ou mythologique. La tragédie du XVIe expose un rapport particulier au modèle antique : un écart délibéré comme c’est le cas ici, ou une imitation fidèle d’un sujet original, ou la transposition en français d’une tragédie antique. La tragédie humaniste s’inspire entièrement du modèle antique : ainsi, Cleopatre captive d’Etienne Jodelle (1552). La tragédie protestante s’en écarte largement : voir les Tragedies sainctes de Des Masures et Abraham sacrifiant de Théodore de Bèze (1550). Les Tragedies sainctes de Des Masure respectent l’unité de temps et d’action. Toutefois, le terme de tragédie ne doit pas tromper, il s’agit ici de trois journées importantes de la vie de David. Ce genre de la tragédie biblique est issu d’une tradition médiévale du théâtre religieux. Ainsi le nom de Dieu est le moteur du discours tragique. Des Masures cherche à montrer qu’il existe un autre genre de tragédie que celui de la tragédie à l’antique. Dans l’épître à Philippe Le Brun, il juge la tragédie à l’antique fausse et immorale, tandis que sa tragédie biblique réformée garantit une lecture morale et des faits véritables.
La tragédie biblique dont il est question ici se déploie entre 1550 et 1580 au cours de la période des derniers Valois. La majorité des sujets est tirée des livres de l’Ancien Testament et des premiers prophètes qui couvrent l’histoire d’Israël de la conquête du pays de Canaan à la déportation à Babylone. Le genre de la tragédie est « fait pour affronter la violence de l’Histoire, dans sa dimension individuelle ou collective ». En effet, l’essor de la tragédie biblique coïncide en France avec l’exaspération de la crise religieuse avant les guerres de Religion. Ce genre participe à l’essor de la poésie réformée calviniste, et rejette le modèle antique de la poésie humaniste.

## Représentation
Ce théâtre se joue d’abord à Genève, mais il est confronté à des interdictions de représentation : la préférence générale des Réformés va donc plutôt vers la lettre que vers le spectacle. Les Tragedies sainctes ont peut-être été jouées : du moins elles ont été créées pour être jouées, comme le montrent les exhortations au public que contient le Prologue.
En restant fidèle à la dramaturgie médiévale du théâtre religieux, la pièce se déroule sur plusieurs lieux représentés en permanence et simultanément sur l’espace scénique. D’un côté, un lieu représentant Bethléem, où vivent David et son père Isaï ; de l’autre, un lieu représentant la vallée du Chêne, elle-même divisée en différents lieux proches et distincts : un coteau sud, représentant le camp des Philistins, et un coteau nord, représentant le camp des Israélites, composé de remparts ; entre les deux, en contrebas, la campagne basse, où ont lieu les menaces de Goliath et le duel.  Entre ces deux lieux (Bethléem et la vallée du Chêne) existe un dernier lieu intermédiaire, représentant la route que David emprunte. Ainsi, la pièce donne à voir une scénographie complexe. On peut assister à des effets de montages alternés et des actions différées. Les lieux sont  juxtaposés mais délimités par des toiles de fond ou des mansions (petites cabanes).
Les personnages, quant à eux, sont identifiables par leur costume annoncé par le Prologue. De plus, grâce à la scénographie, on peut les localiser dans l’espace scénique. Seul Satan n’est pas localisable dans l’aire de jeu. En effet, il parle seul en tentant de s’introduire dans les pensées d’un autre personnage : il est sans doute présent à distance des personnages.
L’action se déroule dans un temps unifié - une journée - en respectant les indications de la Bible. L’arrivée de David dans le camp des Israélites a lieu en cours de matinée (« Toy arrivant ce matin », v.1566, cf. 1 Sm 17, 20) : on comprend par conséquent qu’il est parti de Bethléem à l’aube et que le reste de l’action a lieu durant la journée. Ainsi les actions se succèdent de façon linéaire et parfois les actions sont simultanées, donnant à la pièce un certain dynamisme, entre action frontale et violente, d'une part, et cantiques chantés par les personnages, d'autre part.
Le combat et la mise à mort de Goliath posent la question de la représentation de la violence sur scène : Julien Goeury, dans son édition, indique lors de la décapitation de Goliath par David que la violence est montrée frontalement. En effet, le théâtre tragique de la Renaissance était particulièrement violent et osait montrer sur scène l’horreur par souci de vraisemblance.

## Visées de l'oeuvre
L'oeuvre a plusieurs sens : littéral, éthique et spirituel. Ainsi elle dispose d'une fonction didactique, morale, spirituelle et politique. Chacune des trois tragédies condamne un péché : dans David combattant, il s'agit de l'orgueil. 

### Religieuse
La trilogie est dominée par une vaste pensée religieuse qui serait l’unité entre les trois tragédies. Notamment, Des Masures pourrait s’être inspiré du discours des trois concupiscences de la Bible :
Car tout ce qui est dans le monde - la convoitise de la chair, la convoitise des yeux et l’orgueil de la richesse - vient non pas du Père mais du monde. Or le monde passe avec ses convoitises ; mais celui qui fait la volonté de Dieu demeure éternellement. (1 Jn 2, 16-17)
Ainsi Des Masures propose au lecteur la lutte davidique contre les principaux péchés qui assaillent les fidèles, comme il le rappelle dans son épître à Philippe le Brun (v.217-220) : 
Que David, endurant tousjours nouvelle playe,
Joue une Tragedie assiduelle et vraye,
Duquel ainsi la vie agitée en tout lieu,

Est figure de Christ, et des enfans de Dieu.
Ainsi, il semble vouloir signaler au lecteur (dans son avis au lecteur) que les aventures de David serviront à montrer la nature passagère des choses terrestres, du « mundus transit » que l’on peut traduire par « le monde passe » (1 Jn 2, 17).
Tu sois admonesté n'estre qu'un songe court
(Tant ait le lustre beau) qui soudain passe et court,

La grandeur sur laquelle en la terre on se fonde. (v. 12-14)
La tragédie est ponctuée d’affirmations où le jeune héros exprime son néant face à la Toute-Puissance divine (v. 561-566, 767-768, 773-774). Et l’épilogue (v. 1839-1840) se clôt sur le thème de la « fragilitas humanarum rerum » qu’on peut traduire par « la fragilité de l’homme et des choses ». L’auteur conseille au lecteur fidèle de ne pas se laisser effrayer par les « forts vents du monde » (v. 1852) et les « mondaines tempestes » (v. 1855). L’avis au lecteur avertit ce dernier que la grandeur terrestre n’est qu’un « songe court » (v.12), c’est-à-dire qu’elle passe vite. La tragédie illustre ainsi la fragilité humaine. Dans l’épître, Des Masures met en scène David « Pour servir à instruire » et non pour « les yeux rendre contens » (v. 120,123). La tragédie repose d'ailleurs sur la force de l’exemple de David, élu de Dieu, dont la foi reste intense et constante en dépit des attaques de Satan. Les Tragédies sainctes servent par là d’enseignement spirituel. David combattant célèbre la « fides » (la foi) de David. Dès son entrée en scène, le jeune berger commence par une profession de foi. Le credo de David est sans cesse rappelé par les personnages et dans leurs cantiques.
Dieu d'Israël, Dieu qui fit ciel et terre,
Dieu qui au Roy donne victoire en guerre,
Qui sur les forts rend son peuple veinqueur:

C'est Dieu, c'est Dieu, que j'ay tousjours au cœur (v. 57-60)
David s’indigne des blasphèmes de Goliath. Et cette impiété va pousser David à combattre Goliath.
Je suis un Philisthin

Qui despite Israel, son Dieu, son predestin (v. 291-292)
C’est par la foi qu’il triomphe et c’est elle qui l’encourage à mener le combat. La foi est à l'origine du courage.
Voyez ici la foy, et la ferme esperance

Et que c'est de fonder en Dieu son asseurance (v. 1825-1826).
En effet, David combattant célèbre le courage issu de la foi comme une valeur morale et chrétienne. David fait preuve de courage en combattant le géant philistin sans avoir peur pour sa vie, et il génère lui-même du courage auprès des Israélites. Dans David triomphant, Des Masures célébrera la valeur chrétienne de l'espérance, puis dans David fugitif, la charité. Chaque pièce de la trilogie a une valeur didactique, puisqu'elle rappelle des valeurs chrétiennes. Ainsi l'œuvre est une épopée morale et mystique.

### Morale et édifiante

#### Condamnation de l'orgueil
Des Masures condamne la « superbia vitae», c’est-à-dire l’orgueil et la vantardise, la joie d'être craint et aimé des hommes, à travers la figure de Goliath. La chute de ce dernier est également celle de l’orgueil humain. Dans la religion chrétienne, l'orgueil est un péché qu'il faut condamner. L'orgueil s'oppose à l'humilité, comme Goliath s'oppose à David. D'un côté Goliath incarne le péché de l'orgueil, et de l'autre David incarne la valeur de l'humilité. Dès son épître liminaire, Des Masures nous invite à voir en Goliath une image de l'orgueil qui s'appuie sur la force physique :
Plustost qu'il considere au Geant abbatu

Comme l’orgueil succombe à la simple vertu. (v. 131-132)
C’est Dieu même qui abat Goliath et tout ce qu’il représente ; Des Masures insiste ainsi sur la victoire du bien sur le mal :
Le Nom de l’Eternel il ait en reverence,

Qui abbat la hautesse, et renverse les forts (v. 134-135)
Ainsi, le lecteur doit tirer de cet épisode biblique une leçon. A la manière d'une parabole allégorique, David est alors un exemplum, il incarne la foi véritable et l’humilité :
Par cest exemple sainct d’un berger humble et bas,

Abattant la hauteur qui mesure n’a pas (v. 9-10)
Les cantiques eux-mêmes déploient cet enseignement, comme lors du cantique d’Isaï et de David :
Des Philisthins sa vertu

Rendra l’orgueil abattu (v. 203-204)
Ainsi, le personnage de Goliath a une signification allégorique dans la pièce, il incarne l’orgueil mais aussi le mal car il est l’auxiliaire de Satan :
Entre tous mes suppos, dont je reçoy hommage,

Goliath represente et porte mon image (v. 267-268)
De plus, le bouclier de Goliath porte le portrait de Nemrod qui est le symbole de l’orgueil. En effet, Goliath lance le défi aux Israélites et tire un plaisir sadique d’être craint. Il se prend pour le rival des dieux et s’idolâtre lui-même : 
Pour Dieu vay-je adorant les forces de mes mains :
Par lesquelles, maugré les dieux et les humains,

Me feray voye au ciel (v.1002)
La victoire de Dieu, défendu par David, sur Satan et l'orgueil représentés par Goliath est enseignement de la pièce : la force de la foi l'emporte sur la force physique et l'orgueil. Opposé à Goliath, David est le contraire de la « superbia vitae ». Il a une signification allégorique contraire : il incarne l’humilité et la piété constante. Des Masures veut ériger sa modestie en exemple car il dédie sa victoire à Dieu : 
Le Seigneur est vainqueur, à qui seul il faut dire

Et rendre tout honneur. Il m’a la main dressée (v. 1780-1781).
Satan cherche à détourner David de sa foi mais ce dernier ne se laisse pas influencer. Ainsi, David combattant a une visée didactique : Des Masures veut inviter le lecteur à se comporter comme David, c'est-à-dire à être un croyant fidèle et fort par sa piété constante. En opposant David et Goliath, il invite à faire de David l'incarnation du bien, et de Goliath celle du mal. Mais surtout, la victoire du bien sur le mal invite le lecteur à considérer une visée plus spirituelle et morale.

#### Condamnation de la cupidité
Des Masures condamne également la « concupiscentia oculorum », c'est-à-dire la vaine curiosité, les séductions de la beauté. Les calvinistes se méfient donc du théâtre comme lieu d’illusion plaisante. Des Masures tient alors à avertir le lecteur en lui rappelant la futilité des divertissements dans le prologue. Il invite les spectateurs à ne pas s’arrêter aux apparences : 
Que donc à tout cela l'œil ne s'amuse point.
Dieu regarde le cœur, lequel il touche et poind.
Il mesprise et rend vain ce qu'admire le monde : 

Car rien qu'en vanité l'œil mortel ne se fonde. (v. 47-50)
Dans ses Tragedies sainctes, « [le] caractère sacré [de David] ajoute la dimension d’une histoire vécue, écrite en faits dans le temps de la réalité, en même temps que d’une histoire à méditer “à plus hault sens” » : Des Masures ne cherche pas à plaire et à divertir le lecteur-spectateur, mais à l'instruire en lui transmettant une leçon morale, spirituelle mais aussi politique. Il veut mettre en scène cet épisode de la Bible telle qu'elle est, comme une vérité qu'il faut penser.

### Politique
David combattant marque le début de son basculement vers la poésie réformée militante. Il a pour objectif de répandre la foi calviniste mais aussi de mettre en garde contre la politique de la Cour. Il a pour projet de publier sa trilogie avec un poème épico-satirique intitulé Babylone, ou la ruine de la grande cité ainsi que le recueil de Vingtsix Cantiques. Ce projet n’a pas abouti sous cette forme, mais cela montre bien qu’il veut mettre sa poésie au service de la Réforme. 

## Les cantiques
La musique joue un rôle très important dans la poésie d’expression religieuse et la poésie de La Pléiade. Les Tragedies sainctes accordent une place non négligeable à la musique. On attribue la composition des cantiques à Claude Goudimel. La trilogie de Des Masures se distingue « des autres tragédies réformées des années 1550-1580 qui prévoient des choeurs chantés sans notations musicale puisqu’ils sont exécutés sur des mélodies de psaumes huguenots ». La mise en page quant à elle est inspirée d’un Psautier huguenot publié pour la première fois en 1562. La partie chantée est strophique, et la polyphonie de plusieurs voix chantées est intégrée au texte théâtral avec les notations musicales.
Les pièces musicales insérées sont appelées « cantiques », mot qui peut désigner à la fois un genre chanté biblique, un chant de grâce non biblique, et un poème chanté. En l'espèce, les cantiques peuvent être de réjouissance (chantés par une troupe de soldats), d’action de grâce (chanté par Isaïe et David), ou des psaumes (chantés par David seul). Le chant joue un rôle performatif. Les cantiques sont annoncés et motivés par les personnages, donc les chants ne sont pas une convention liée au genre de la tragédie comme le sont les chœurs dans la tragédie antique. Ils sont une forme exaltée de la parole des personnages, destinée à mettre en lumière l’intensité spirituelle sous la forme de louanges, d’invocations, de consolations, ou de célébration.
Les cantiques sont relativement homogènes, ayant tous un patron mélodique identique. On a une élaboration assez faible et une variété peu élaborée : Des Masures semble ainsi s’inscrire dans la réticence calviniste envers la musique et la danse. Néanmoins, en intégrant des cantiques chantés dans sa tragédie, il respecte la tradition de la tragédie accompagnée de musique, montrant qu’il reste imprégné de La Pléiade et de ses lectures antiques. Il écrit d’ailleurs un recueil Vingtsix Cantiques en 1564. La musique est imprimée avec le texte, ce qui est une preuve de son importance pour Des Masures. La suppression des cantiques dans les éditions parisiennes de M. Patisson en 1587 et 1595 révèle bien leur puissance d’évocation. 

## Influences et sources

### Influences
Des Masures a été influencé par les poètes de La Pléiade, particulièrement par Du Bellay, Ronsard et Marot au début de sa carrière. Il a ainsi fréquenté des œuvres antiques. Ses Oeuvres poëtiques de 1557 contiennent des odes dans le style de Ronsard et Du Bellay. La même année, il publie également des vers latins, Carmina, ainsi que Vingt pseaumes de David. Il traduit intégralement L’Enéide de Virgile tout en fréquentant des écrivains de la fin du règne de François Ier et du début du règne d’Henri II. La poésie de La Pléiade est férue de musique. On peut remarquer cette influence dans la présence des cantiques dans l’ensemble des Tragedies sainctes, dont David combattant. De plus, Des Masures réinvestit ses anciennes lectures dans sa tragédie. Par exemple, il emprunte la périphrase « plaga aethera » (v. 1031) qui désigne le ciel chez Virgile dans l’Enéide, et il s’inspire de l’épître « Aux Dames de France » de Clément Marot (v. 1035-1040). Il reprend de nombreux passages de la Monomachie de David et Goliath de Joachim Du Bellay (1560), par exemple la nouvelle menace de Goliath à l’épisode 6<,. Toutefois, avec ses Tragedies sainctes et l’exil, l’année 1563 marque dans sa carrière un tournant vers la Réforme. L’appellation de cantique est inspirée de Théodore de Bèze, théologien protestant et dramaturge, et de sa tragédie Abraham sacrifiant (1550). Il s’inspire également de l’absence de division en actes. L’Abraham sacrifiant de Théodore de Bèze est une influence majeure. Il reprend à la lettre le modèle en déclinant le titre. En renonçant à la poétique antiquisante ornée de La Pléiade, il se situe dans la continuité de Théodore de Bèze. On note aussi une influence plus mineure de la tragi-comédie Monomachia Davidis et Goliae de Jacob Schöpper (1550), notamment dans la reprise du héraut, qui sert d’intermédiaire entre les deux camps afin de fixer les termes du duel final. 

### Sources

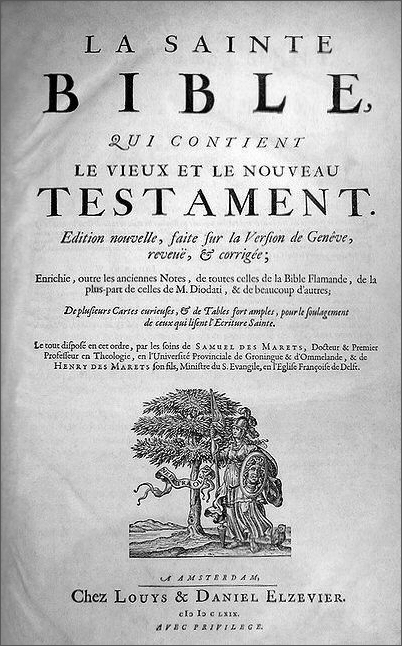
Bible de Genève de 1669

Les sources sont réduites à l’essentiel : la Bible, sûrement celle de Genève de 1560, ainsi que les Antiquités judaïques de Flavius Josèphe. L'épisode biblique de la lutte entre David et Goliath est très connu. Il est interprété en contexte chrétien comme une parabole autour de la maxime évangélique « Quiconque s’élèvera sera abaissé, et quiconque s'abaisse sera élevé » (Mt XXIII, 12). L’inscription du Psaume LXXII placée en tête de l’ouvrage, « Ses ennemis leicheront la terre », est un marqueur de la croyance réformée de l'auteur - donc de l’importance des Écritures - et évoque l’image de Goliath vaincu.

Des Masures insiste sur le texte biblique en rappelant les origines pastorales de David. David est un bon berger comme le sera aussi le Christ (Jean X, 11-18). De plus, Des Masures appuie sur son statut privilégié d'élu de Dieu par l’onction sacrée :
Qui [Dieu] m’a voulu de son huile sacrée,
Par Samuel sanctifier et oindre,

M’eslisant seul, de mes freres le moindre (v.70-72).
Si le dramaturge reprend fidèlement les termes et détails présents dans la Bible, il apporte toutefois quelques modifications. Ces modifications ne sont pas d’ordre narratif, il ne s’agit pas de transformer la vérité de ce que disent les Ecritures : Des Masures ne modifiera pas l’histoire de David. La seule liberté tolérée est d’ordre dramaturgique, elle consiste à passer du genre narratif au genre dramatique : il s’agit de modifications formelles, qui respectent le sens. L'auteur fait ainsi intervenir un Prologue et un Épilogue ; il crée un lieu intermédiaire afin de représenter le voyage de David et de réaffirmer sa foi en le faisant sortir vainqueur des attaques de Satan<. De la même façon, le personnage fictif du héraut est là pour servir d’intermédiaire et pour orchestrer le combat final. Il effectue des modifications mineures comme le débat concernant l’intervention de Jonathan pour affronter le géant Goliath (v. 435-446), probablement par souci de vraisemblance et pour ne pas mettre en cause le courage du jeune homme. Ces modifications restent mineures car il se soucie de la conformité des faits à la Bible. 

## Postérité

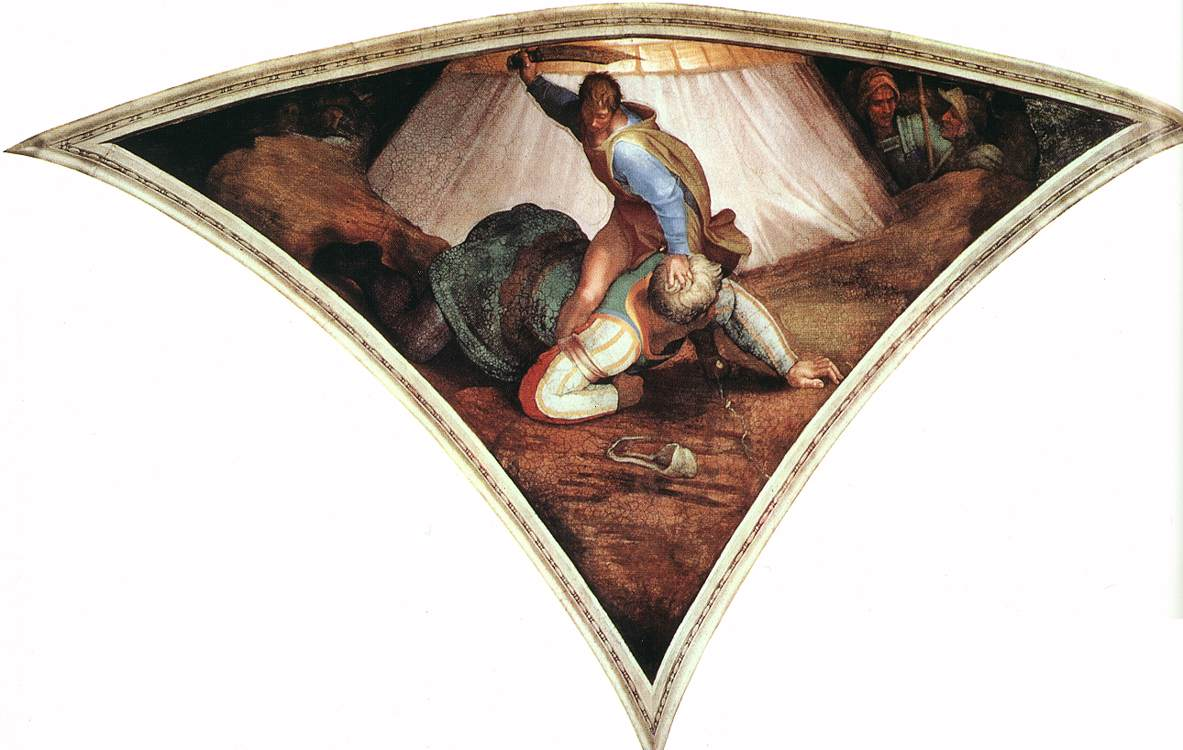
David combattant Goliath par Michel-Ange (plafond de la chapelle Sixitine - 1508)

Au théâtre, le personnage de David a fait l’objet au XVIe siècle d’une grande attention, comme celui de Saül. Les tragédies protestantes ont joué un rôle majeur dans l’avenir du thème. Les paroles de David sont la voix d’une collectivité. A l’époque moderne, la figure de David revient dans Le Roi David en 1921 de René Moirax mis en musique par Arthur Honegger, qui reprend dans sa dernière partie le texte d’un psaume transcrit par Clément Marot. Cela atteste de la persistance de cet épisode au théâtre. David est l’objet d’admiration et symbole de piété chrétienne. Ce personnage attire des auteurs « dramatiques humanistes et baroque, catholique et protestants, dans la seconde moitié du XVIe siècle ».
Dans les arts plastiques, Michel-Ange représente David comme un berger devenant un guerrier fort, armé de sa fronde dans David et Goliath sur la voûte de la chapelle Sixtine en 1512. Il en fait « une représentation de l’idéal de la beauté masculine ».

## Style
Le style de l'œuvre reste simple, le sens est accessible. Les ornementations sont absentes pour s’opposer à la langue érudite de La Pléiade et pour répondre à la visée didactique. Le langage cherche à rendre compte de l’humanité des personnages en détaillant l’expression de leurs passions et sentiments. Par exemple, les monologues de David (v.485-501) présentent de nombreuses anaphores et d’adresses à Dieu. Les tirades des frères de David (v. 623-638) révèlent leur jalousie envers David en usant de la première personne du pluriel afin de s’opposer à lui, et de l’exclure de la petite fratrie. On retrouve également une expression de l’honneur et du courage avec Abner qui tente de motiver les troupes (v.668-694) en posant des questions rhétoriques et en usant de l’interjection « Sus » que l’on peut traduire par « Allons ». Enfin, l'expression de la peur du héraut face à Goliath (v.1491-1508) est marquée par les nombreuses exclamations, les « ô » et le vocabulaire du corps monstrueux de Goliath. Ainsi, le style retranscrit les émotions et sentiments des personnages.

## Editions

### Editions antérieures
- DES MASURES, Louis, Tragedies sainctes, Genève, François Perrin, 1563
- DES MASURES, Louis, Tragedies sainctes [1563], Genève, G. Cartier, 1583
- DES MASURES, Louis, Tragedies sainctes [1563], Anvers, N. Soolmans, 1587 [en ligne] https://gallica.bnf.fr/ark:/12148/bpt6k536560 (consulté le 12/12/2022)
- DES MASURES, Louis, Tragedies sainctes [1563], Anvers, N. Soolmans, 1587 [en ligne] https://gallica.bnf.fr/ark:/12148/bpt6k536560 (consulté le 12/12/2022)
- DES MASURES, Louis, Tragedies sainctes [1563], Paris, N. M. Pâtisson, 1587
- DES MASURES, Louis, Tragedies sainctes [1563], Paris, N. M. Pâtisson, 1595.

### Editions modernes
- DASSONVILLE, Michel, Théâtre français de la Renaissance, première série, vol. 2, Leo S. Olschki, dir. Enea Balmas et Michel Dassonville, Florence, PUF, 1989, pp. 215-441.
- DES MASURES, Louis, Tragédies saintes: David combattant, David triomphant, David fugitif, éd. Charles Comte, Genève, Droz, 1932 [en ligne] https://gallica.bnf.fr/ark:/12148/bpt6k12145.texteImage (consulté le 15/12/2022)
- DES MASURES, Louis, « David combattant », La Tragédie à l'époque de Henri II et de Charles IX, éd. M. Dassonville, Paris, P.U.F, 1907.
- Louis Des Masures, « David combattant », dans Emmanuel Buron et Julien Goeury, Théâtre tragique du XVIe siècle, Paris, Flammarion, 2020.